# Carl Seiler (Architekt)
Carl Seiler (* 4. November 1857; † 5. April 1943) war ein deutscher Architekt, der überwiegend in seiner Heimatstadt Braunfels tätig war.

## Leben
Carl Seiler arbeitete jahrzehntelang für die fürstliche Familie Solms-Braunfels, vor allem für Hermann zu Solms-Braunfels und dessen Sohn Ernst August zu Solms-Braunfels (1892–1968). Er trug die Titel Stadtbaumeister und fürstlicher Baurat.

## Werk

### Bauten (Auswahl)

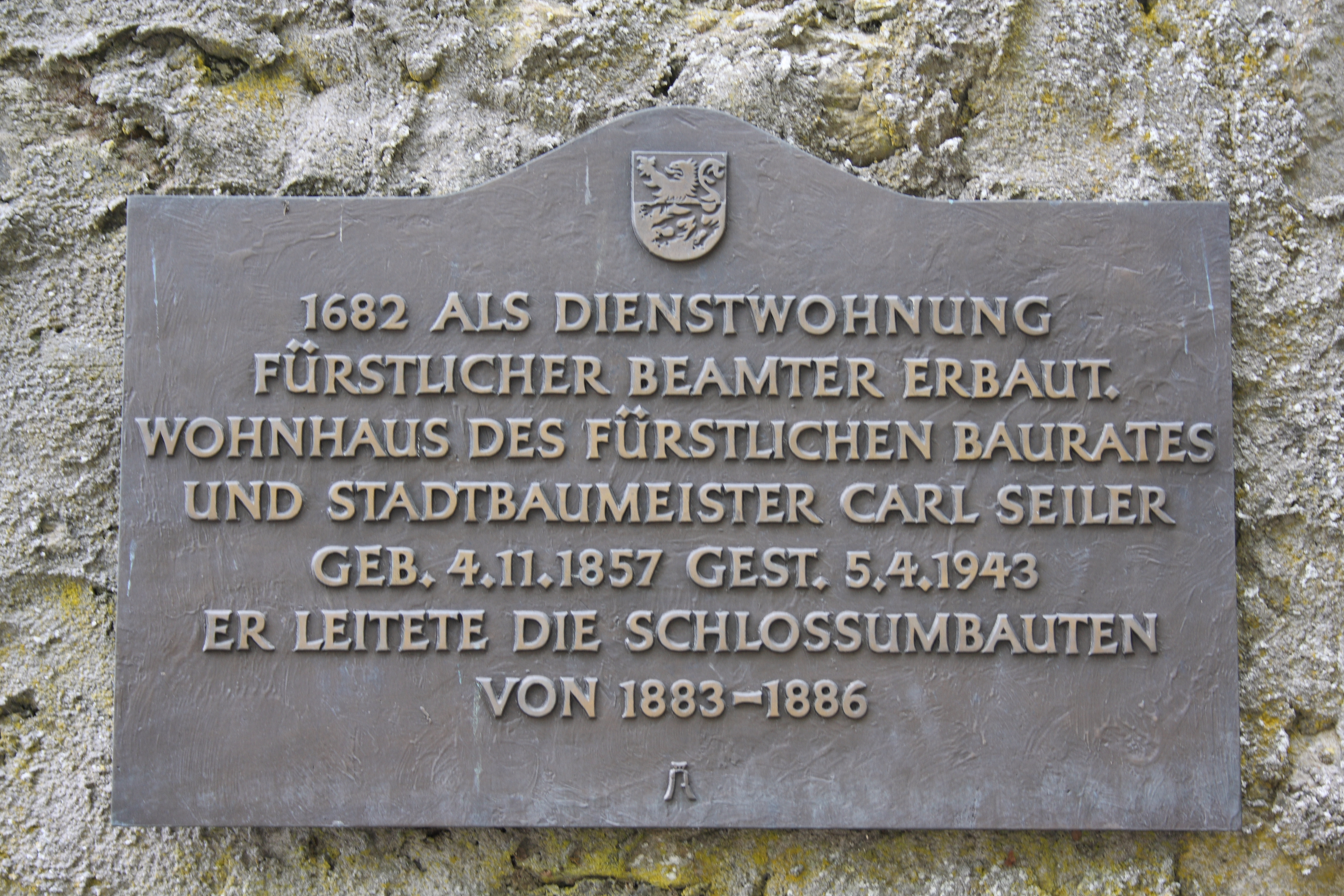
Infotafel am Wohnhaus von Carl Seiler in Braunfels, Schloßstraße 15

- 1883–1886: Umbau von Schloss Braunfels
- 1886: Schloss-Hotel in Braunfels
- 1898: Denkmal für Kaiser Friedrich III. in Braunfels
- 1901: Wohnhaus und Gemeindeamtskasse in Braunfels
- 1903: Villa Ockel in Gießen
- 1901/1902: Postamt in Braunfels
- 1904: Villa Hubertus in Braunfels
- 1914: Eingangsbau des Schlosses in Werdorf

### Schriften
- Carl Seiler: Schloss Braunfels einst und jetzt. Braunfels 1936. (nicht ausgewertet)